# (2984) Chaucer
(2984) Chaucer (1981 YD; 1963 FB; 1965 UK1; 1971 FZ; 1971 JA) ist ein ungefähr 15 Kilometer großer Asteroid des inneren Hauptgürtels, der am 30. Dezember 1981 vom US-amerikanischen Astronomen Edward L. G. Bowell am Lowell-Observatorium, Anderson Mesa Station (Anderson Mesa) in der Nähe von Flagstaff, Arizona (IAU-Code 688) entdeckt wurde.

## Benennung
(2984) Chaucer wurde nach dem Schriftsteller und Dichter Geoffrey Chaucer (1342/43–1400) aus dem Königreich England benannt. Ebenfalls nach ihm benannt ist der Mondkrater Chaucer.